# Tom Daschle
Thomas Andrew Daschle  (* 9. prosinec 1947) je americký politik. V letech 1987– 2005 byl senátorem za stát Jižní Dakota. Od roku 1979 do 1987 pak byl členem Sněmovny reprezentantů.
Barack Obama jej nominoval jako ministra zdravotnictví ve své vládě. Nominace se však 3. února 2009 vzdal pro nezaplacení daně ve výši 140 000 USD, kterou dlužil státu několik let.